# Любушкино согласие
Лю́бушкино согла́сие — старообрядческое согласие беспоповского толка, основанное во второй половине XIX века в городе Корчева Тверской губернии. Основной чертой, отличающей секту от традиционного христианства, являлось допущение сожительства «по любви» без церковного венчания. Именно данное обстоятельство и послужило основанием для названия секты «любушкиным согласием».

## Отличительные черты
Так как старообрядцы не признавали Никоновскую реформу, а с ней и священников, рукоположённых по новому обряду, то с течением времени некоторые из старообрядцев пришли к выводу, что, поскольку законных священников больше нет, то теперь позволяется жить на земле и вступать в сожительство по любви и согласию, ожидая освящения этого сожительства в будущей жизни от верховного священника Исуса Христа. Группа «любушкиного согласия» в своём мировоззрении ставила на первое место прежде всего любовь, важнее, выше и сильнее которой ничего на свете быть не может. По мнению членов группы, именно любовь является главным основанием всех социальных, общественных и семейных отношений и там, где она присутствует, не должно примешиваться ничего мирского и греховного, а должно присутствовать только чувство. К начал XX века центром согласия считался город Корчева Тверской губернии, куда этот толк был принесён из Москвы неким кимрским крестьянином. К этому моменту существовала "не более 45 лет", то есть возникла в конце 1850-х - начале 1860-х годов.
Члены религиозной группы «любушкиного согласия» отличались от других старообрядцев бо́льшим предоставлением свободы её членам. К примеру, им допускалось употребление в пищу свинины, а также позволяется употреблять алкоголь и чай. При вступлении нового члена в согласие, в отличие от других толков беспоповского старообрядчества, обряда перекрещивания не производилось. Обряд вступления ограничивался только постом и молитвой.

## Критика
Плотское сожитие между мужем и женой, по «любушкиному согласию», должно возбраняться, поскольку жена мужу является родным человеком и, в таком случае, был бы нарушен принцип высшей любви. Но мужу и жене не возбраняется отдавать долг физической природе с другими лицами. Таким образом, по мысли критиков, члены секты занимались очевидным развратом.

## Настоящее время
Сведения о существовании согласия в настоящее время отсутствуют.
Режиссёр Владимир Ярмошенко снял в 2008 году документальный фильм, посвящённый согласию, который так и называется — «Любушкино согласие».